# Szklane miecze
Szklane miecze (fr. Les Épées de verre) – francuska seria komiksowa autorstwa Sylviane Corgiat (scenariusz) i Laury Zuccheri (rysunki). Ukazała się w czterech tomach  w latach 2009–2014 nakładem Les Humanoïdes Associés. Polskim wydawcą serii jest Egmont Polska. 

## Fabuła
Utrzymana w konwencjach fantasy i science-fiction, seria opowiada o Yamie, córce wodza osady. Pewnego dnia na niebie pojawiają się płonące pociski, a jeden z nich spada nieopodal osady Yamy. Okazuje się, że jest to szklany miecz o tajemniczych mocach. Dla wodza jest to znak, by zbuntować się przeciwko tyranowi ciemiężącemu osadę. Jednak po krwawej napaści najeźdźców tyrana gniew współplemieńców obraca się przeciw ojcu Yamy. Wódz ginie z ich rąk, a dziewczynka ucieka z wioski i poprzysięga zemstę za dramat swojej rodziny.

## Tomy
| Tom | Tytuł i rok wydania polskiego | Tytuł i rok wydania oryginalnego |
| --- | ----------------------------- | -------------------------------- |
| 1   | Yama (2015)                   | Yama (2009)                      |
| 2   | Ilango (2015)                 | Ilango (2011)                    |
| 3   | Tigran (2015)                 | Tigran (2013)                    |
| 4   | Dolmon (2016)                 | Dolmon (2014)                    |